# Nanni Moretti
Nanni Moretti (n. 19 august 1953, Brunico, Trentino-Tirolul de Sud, Italia) este un regizor și actor de film italian. De asemenea, este producător, scenarist și distribuitor de filme de cinema prin companiile sale Sacher Film, Sacher Distribuzione și sala de cinematograf Nuovo Sacher.
O personalitate eminentă a cinematografiei europene, Nanni Moretti a creat o lucrare coerentă care dezvoltă o formă personală de autoficțiune și alternează drama, satira și activismul. El joacă în toate filmele sale. Lungmetrajele sale caută să concilieze tradiția neorealistă și codurile comediei italiene și să formeze o cronică vastă și subiectivă a Italiei politizate de după mai 1968 și începutul secolului al XXI-lea.

## Biografie
Nanni Moretti s-a născut în timpul unei vacanțe de familie în Brunico în Tirolul de Sud; tatăl său este istoricul antic Luigi Moretti. Literatul Franco Moretti este fratele său. Nanni Moretti a crescut la Roma, unde și-a dezvoltat marile pasiuni: politică, polo pe apă și cinema. În 1973 s-a înscris la cursul DAMS (Danza, arte, musica e spettacolo) de la Universitatea din Bologna. În același an a filmat primele sale scurtmetraje la Roma cu o cameră Super 8, în care a apărut alături de prieteni. A lucrat la un scenariu pentru regizorii Paolo Taviani și Vittorio Taviani și a jucat un mic rol în filmul Padre Padrone (1977).
Primul său lungmetraj (filmat pe Super 8), Sunt un autarhic, a fost realizat în 1976 și a fost prezentat la festivaluri de film în 1978, printre altele văzut și la Berlin. Acesta a fost urmat de comedia la fel de autodepreciată Ecce Bombo (1978), filmată pe 16 mm, care a fost un succes surpriză și a fost prezentată la Festivalul de Film de la Cannes. Istoria filmul este despre un grup de tineri intelectuali din Roma cărora le lipsește un scop real în viață. Relevant în acest film și în filmele ulterioare ale lui Moretti sunt dialogurile imaginative, adesea aparent contradictorii, critica socială deschisă și respingerea conștientă a convențiilor și clișeelor filmelor populare. Moretti a jucat rolul principal în fiecare dintre filmele sale până în 2001, la care uneori și-a transferat în mod ironic propriile trăsături de caracter. Scrie scenarii singur sau în colaborare cu colegii. O marcă înregistrată a filmelor sale până în 2001 a fost muzica sensibilă a lui Nicola Piovani.
După succesul comercial al Ecce Bombo în Italia, Moretti a putut să-și lase timp pentru următorul său proiect. Întrucât acum erau suficiente resurse financiare disponibile, s-a hotărât asupra unui subiect dificil și a filmat Visuri de aur (1981), o tragicomedie absurdă despre un tânăr regizor, presărată parțial cu secvențe de vise. Lucrarea a primit Premiul Special al Juriului la Festivalul de Film de la Veneția.
Al treilea său lungmetraj, Bianca (1984), l-a arătat pe Moretti matur în rolul unui tânăr profesor care se îndrăgostește de o colegă și este suspectat de crimă. Aceasta a fost, de asemenea, o comedie, dar cu conținut ce are intriga clară și un final mai surprinzător decât în filmele anterioare.
Filmul La messa è finita (1985) a fost prima dramă a lui Moretti, în care a folosit exagerarea comică în slujba unui subiect fundamental serios. Moretti apare ca un tânăr preot care trebuie să învețe dureros că sarcina lui într-o societate în schimbare este o provocare dificilă. Accentul este pus pe conflictele cu vechii prieteni ai mișcării din 1968 cât și cu familia. Filmul a primit Ursul de Argint la Berlinala din 1986.
În 1991, Moretti a deschis un cinematograf de artă la Roma. Între timp a produs și filme ale regizorilor tineri și a acceptat roluri în filmele lor. Următorul său film, Caro diario (1993), l-a ajutat să obțină din nou succesul internațional. Lucrarea este alcătuită din trei episoade care au trăsături autobiografice iar al treilea, recreat cât mai exact posibil, documentează experiențele lui Moretti cu medicii. Pentru aceasta a câștigat în 1994 premiul pentru cel mai bun regizor la Festivalul de Film de la Cannes.

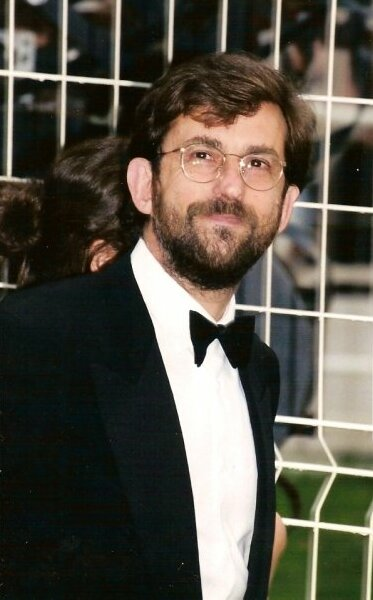
Nanni Moretti la Festivalul de la Cannes din 1999

Moretti a câștigat Palme d'Or la Festivalul de Film de la Cannes în 2001 cu drama de familie Camera fiului, care a fost creată la Ancona. Acest proiect, care era plănuit de mai multă vreme și pe care Moretti îl pusese în așteptare din cauza nașterii copilului său, era despre modul în care o familie sănătoasă din clasa de mijloc se descurcă cu moartea accidentală inexplicabilă a fiului lor. Moretti a jucat rolul tatălui, care lucrează ca psihanalist. Spre deosebire de lucrările sale anterioare, aceasta a fost lipsită de exagerări glumețe și nuanțe autobiografice.
În 2001, Moretti a fost unul dintre organizatorii ședințelor primăriei „Girotondo” împotriva lui Berlusconi. Din 2003 s-a implicat din ce în ce mai mult în politica italiană și a cerut partidelor de stânga să dezvolte concepte alternative viabile pentru a depărta populația de la Berlusconi. Scurtmetrajul său The Last Customer a fost realizat la New York în timpul unei călătorii de presă. La sfârșitul lunii martie 2006, cu două săptămâni înainte de alegerile parlamentare italiene, a fost lansat filmul său Caimanul, în care în colaborare cu alți autori, a tratat critic prezentul italian modelat de Berlusconi. Rolul principal a fost jucat de Silvio Orlando, unul dintre actorii săi de bază. Filmul, care a fost prezentat și la Festivalul de la Cannes, a primit, printre altele Premiul David di Donatello în Italia, ca cel mai bun film și cel mai bun regizor.
În 2007, Moretti a fost curator al Festivalului de Film de la Torino și, ca mulți alți regizori, a produs un scurtmetraj pentru a marca cea de-a 60-a aniversare a festivalului după cel de la Cannes. În februarie 2008, Caos calmo a fost prezentat la Berlinale. Moretti a jucat rolul principal în această adaptare de roman regizat de Antonello Grimaldi, al cărui scenariu l-a co-scris.
În timpul campaniei electorale din Italia din primăvara anului 2008, Moretti a subliniat în mod repetat că Berlusconi a manipulat publicul controlând mai multe canale de televiziune populare și nu a respectat instituțiile statului. El i-a îndemnat pe numeroșii „de stânga” care au stat departe de alegeri să meargă la vot. În cele din urmă, el a considerat victoria electorală a lui Berlusconi ca fiind tragică și tipic italiană. În același an, Moretti a renunțat la funcția de director la Festivalul de Film de la Torino pentru a se dedica unor noi proiecte.
A început filmările pentru Habemus Papam (lansat în 2011) în martie 2010. Filmul se concentrează pe relația dintre un papă nou ales (interpretat de Michel Piccoli) și psihanalistul său (Moretti). Habemus Papam i-a adus lui Moretti a șasea invitație de a concura la Festivalul de Film de la Cannes. În anul următor, Moretti a fost numit președinte al juriului competiției la cea de-a 65-a ediție a Festivalului de Film de la Cannes. De asemenea, a primit invitații la competiția principală de la Cannes cu Mia Madre (2015), Tre piani (2021) și Il sol dell'avvenire (2023).
Pe lângă munca sa de regizor, Moretti conduce propria sa companie de producție la Roma, Sacher Film și un cinematograf, Nuovo Sacher în Trastevere.
A fost căsătorit cu Silvia Nono, o nepoată a lui Arnold Schönberg și fiica lui Luigi Nono, până în 2001. Împreună au un fiu, Pietro Moretti.

## Filmografie selectivă

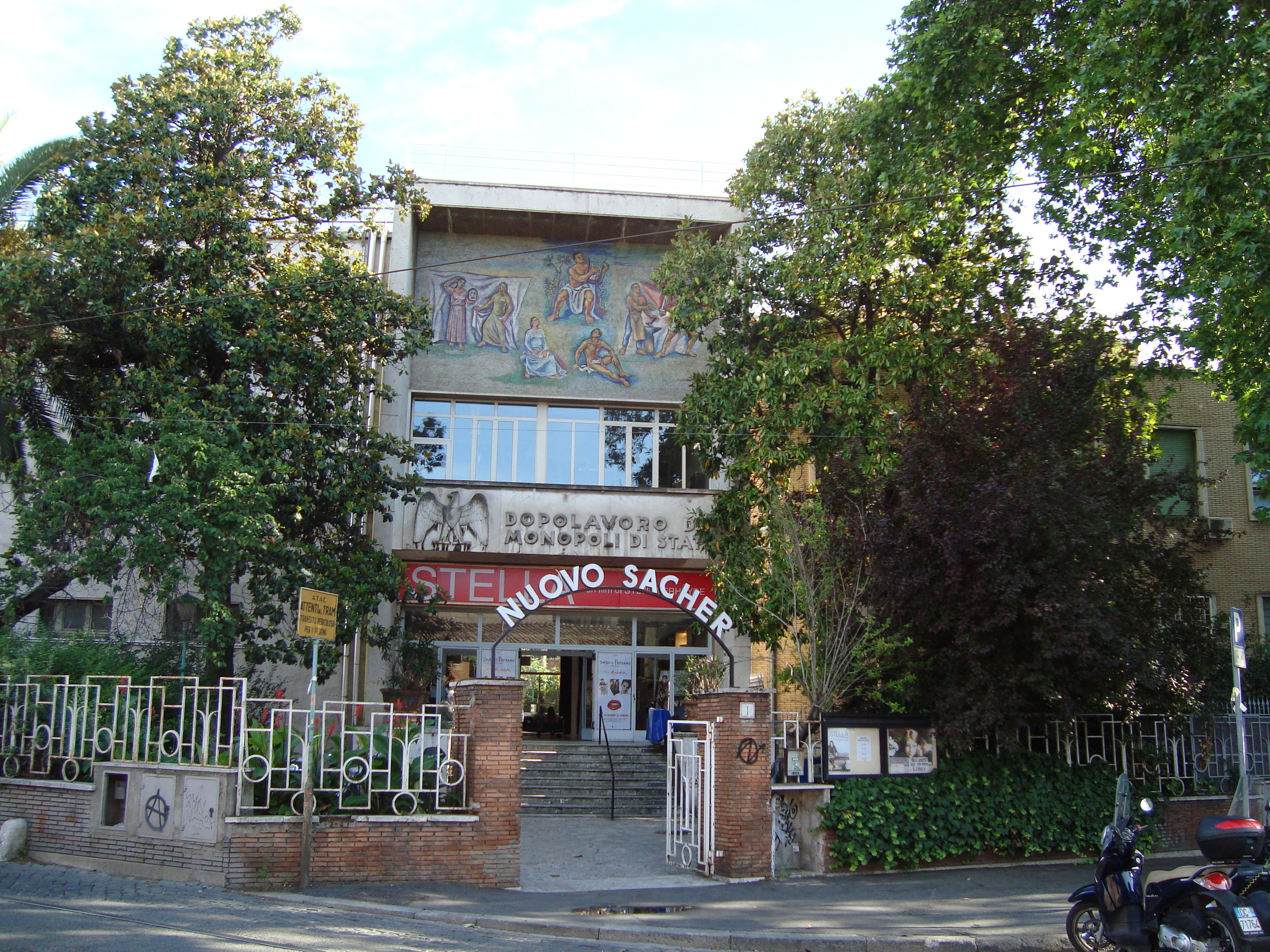
Cinematograful Nuovo Sacher în cartierul Trastevere din Roma

### Regizor

#### Lungmetraje
- 1976 Sunt un autarhic (Io sono un autarchico), + actor[11]
- 1978 Ecce bombo (+ actor)[12]
- 1981 Visuri de aur (Sogni d'oro), + actor[13]
- 1984 Bianca (+ actor)
- 1985 Slujba s-a sfârșit (La messa è finita), + actor[13]
- 1989 Porumbița roșie (Palombella rossa), + actor[13]
- 1993 Jurnal intim (Caro diario), + scenariu + actor[14]
- 1998 Aprilie (Aprile), + scenariu + actor[15]
- 2001 Camera fiului (La stanza del figlio), + scenariu + actor[16]
- 2006 Caimanul (Il caimano)[13]
- 2011 Habemus Papam
- 2015 Mia madre
- 2021 Tre piani
- 2023 Il sol dell'avvenire

#### Metraj mediu și documentare
- 1974 Come parli frate?
- 1990 La cosa - documentar
- 2006 Il diario del caimano
- 2018 Santiago, Italia - documentar [17]

#### Scurtmetraje
- 1973 La sconfitta
- 1973 Pâté de bourgeois
- 1977 Un autarchico al palazzo  – film TV
- 1994 L'unico paese al mondo – scurtmetraj colectiv
- 1996 Il giorno della prima di Close Up
- 2003 The Last Customer
- 2003 Il grido d'angoscia dell'uccello predatore (20 tagli d'aprile)
- 2007 L'ultimo campionato – turnat în 1986
- 2007 Chacun son cinéma, episodul Diario di uno spettatore
- 2008 Filmquiz
- 2017 Ischi allegri e clavicole sorridenti
- 2017 Piazza Mazzini [18]
- 2020 Autobiografia dell'uomo mascherato – turnat în 2013

### Actor
Moretti apare în toate lungmetrajele pe care le-a regizat și de asemenea în următoarele filme:
- 1977 Padre padrone, regia Paolo și Vittorio Taviani
- 1984 Riso in bianco: Nanni Moretti atleta di se stesso, regia Marco Colli – film TV
- 1988 Se va întâmpla mâine (Domani accadrà), regia Daniele Luchetti
- 1991 Omul cu servieta (Il portaborse), regia Daniele Luchett
- 1995 A doua oară (La seconda volta), regia Mimmo Calopresti
- 2004 Te lo leggo negli occhi, regia Valia Santella – cameo, (nemenționat)
- 2008 Caos calmo, regia Antonello Grimaldi
- 2016 Venanzio Revolt: i miei primi 80 anni di cinema, regia Fabrizio Dividi, Marta Evangelisti, Vincenzo Greco – voce narator
- 2022 Il colibrì, regia Francesca Archibugi

### Producător
- 1988 Notte italiana, regia Carlo Mazzacurati
- 1988 Domani, domani, regia Daniele Luchetti
- 1991 Omul cu servieta (Il portaborse), regia Daniele Luchetti
- 1995 La Seconde Fois (La seconda volta), regia Mimmo Calopresti
- 2002 Zapaterra ; scurtmetraj brazilian, regia Cesar Augusto Meneghetti și Elisabetta Pandimiglio
- 2004 Je lis dans tes yeux (Te lo leggo negli occhi), regia Valia Santella

## Premii și recompense
- 1978 Nastro d'argento pentru cel mai bun subiect pentru Ecce bombo
- 1981 Marele premiu al juriului Festivalului de Film de la Veneția pentru Visuri de aur
- 1986 Ursul de argint la Festivalul Internațional de Film de la Berlin pentru Slujba s-a sfârșit
- 1988 Nastro d'argento pentru cel mai bun producător pentru Domani, domani, realizat de Daniele Luchetti
- 1990 Nastro d'argento pentru cel mai bun subiect pentru Porumbița roșie
- 1991 David di Donatello pentru cel mai bun actor pentru Omul cu servieta, realizat de Daniele Luchetti
- 1992 Nastro d'argento pentru cel mai bun producător pentru Omul cu servieta, realizat de Daniele Luchetti
- 1994 Premiul pentru cel mai bun regizor (Festivalul Internațional de Film de la Cannes) pentru Jurnal intim
- 1994 David di Donatello pentru cel mai bun film pentru Jurnal intim
- 1994 Nastro d'argento pentru cel mai bun regizor pentru Jurnal intim
- 1996 Nastro d'argento pentru cel mai bun producător pentru La Seconde Fois, regia Mimmo Calopresti
- 2001 Palme d'or și prix FIPRESCI de la Critique internationale la festivalul de la Cannes 2001 pentru Camera fiului
- 2001 David di Donatello pentru cel mai bun film pentru Camera fiului
- 2001 Nastro d'argento pentru cel mai bun regizor pentru Camera fiului
- 2004 Carrosse d'or de la Quinzaine des réalisateurs pentru toată munca lui
- 2006 David di Donatello pentru cel mai bun film, cel mai bun producător și pentru cel mai bun rgizor pentru filmul Caimanul
- 2007 Nastro d'argento pentru cel mai bun producător pentru Caimanul
- 2011 Nastro d'argento pentru cel mai bun producător, cel mai bun regizor și cel mai bun subiect pentru Habemus papam
- 2015 Premiul juriului ecumenic la Festivalul de Film de la Cannes 2015 pentru Mia madre